# Grau (gramática)
O grau de substantivo, adjetivo ou advérbio, pode ser definido como um atributo da palavra que confere noções de gradação (quantidade, tamanho ou intensidade) ao objeto a que a palavra se refere. O grau pode ser expresso pela própria denotação da palavra ("o pouco" e "o muito" já contém seus próprios graus), por sua flexão (casa, casinha, casão) ou por construção sintática que lhe incida (tão bonito, menos bonito, mais bonito).

## Graus do Substantivo
- Grau normal (sem indicação de gradação)[6][7]: casa, copo, fogo
- Grau aumentativo: casão, copázio, fogaréu
- Grau diminutivo: casinha, copinho, foguito

### Formas
Pode ser estabelecido de duas formas:
- Analítica: pelo acréscimo de palavras que expressem aumento ou diminuição, tais como muito, pouco, pequeno, grande etc.

Este armário é muito grande para mim.
Quanto a este computador, acho-o um tanto lento com relação ao que tenho lá em casa.

- Sintética: a palavra não precisa estar acompanhado de outra, por condição de sua denotação ou por flexão, obtida por acréscimo de sufixos que expressem aumento ou diminuição, tais como -inho, -ão, -arra, -zarrão, -ázio, -aréu etc.

O pouco que se sabe.
O muito que falta.
Que homenzarrão é esse, Cássia?
Que gracinha de criancinha bonitinha!

### Exemplos do Grau Aumentativo
- Analítico

Quando comprei esta casa, nunca havia imaginado que ela seria tão grande assim.
À custa de muito esforço consegui empurrar aquela caixa rampa acima.
- Sintético

Complicadíssima essa integral, não é,Vladimir?
Sílvio Santos é um homem riquíssimo: ele é dono de mais de cinquenta empresas!
Pabllo Vittar é uma artista famosíssima no Brasil!

### Exemplos do Grau Diminutivo
- Analítico

Essas letras são tão miúdas que não as consigo ler nem com estes óculos!
Meu computador é uma flecha. Ele faz o backup do banco de dados do Fórum Sobre Idiomas em uns poucos minutos.
- Sintético

"Ô miudinho, miudinho!"
"Sêo Mundinho, como era conhecido o Dr. Raimundo Raicai, fazia poesias alegremente."

## Graus do Adjetivo
Adjetivos se flexionam em duas classes de graus: os comparativos e os superlativos. Enquanto os comparativos se relacionam a uma comparação entre dois seres, os superlativos estabelecem uma comparação entre o ser e os outros elementos da classe que participa.

### Exemplos de Comparativos
- Maria era mais dedicada a Cristo que Marta.
- Jorge fez mais pontos no jogo de basquete que Adriano.
- Português é muito mais fácil do que Física.
- Humberto é mais dedicado a Luiz do que Enival.

### Exemplos de Superlativos
- Essa última prova que fiz foi facílima!
- Esta jarra que comprastes é antiquíssima!
- Pedro achava que Biologia era a matéria mais interessante de todas.
- A Wikipédia é a melhor enciclopédia do mundo.
- Incrível como esse grandioso projeto continua em frente, apesar dos pesares.